# Torre Spaccata (métro de Rome)
Torre Spaccata est une station de la ligne C du métro de Rome.

## Situation sur le réseau
Établie en souterrain, la station Torre Spaccata est située sur la ligne C du métro de Rome, entre la station Alessandrino, en direction de la station terminus ouest (provisoire) San Giovanni, et la station Torre Maura, en direction de la station terminus est Monte Compatri - Pantano.

## Histoire
La station Torre Spaccata est mise en service le 9 novembre 2014, lors de l'ouverture à l'exploitation de la section de Parco di Centocelle à Monte Compatri - Pantano.